# Zaporizjzja oblast
Zaporizjzja oblast (ukrainsk: Запорізька область, russisk: Запорожская область) er en af Ukraines 24 oblaster. Indbyggertallet er 1.638.462 (2022). Oblastens areal er 27 180 km². Det administrative center for oblasten er placeret i Zaporizjzja. Andre større byer er Berdjansk, Enerhodar, Viljnjansk, Novomykolaivka, Hulyaipole og Polohy.
Zaporizjzja oblast ligger i det sydøstlige Ukraine og grænser op til Azovhavet i syd, Kherson oblast i vest, Dnipropetrovsk oblast i nord og til Donetsk oblast i øst.
Oblasten, som blev dannet den 10. januar 1939, hører til den mere industrialiserede østlige del af Ukraine, hvor især sværindustrien, for eksempel fabrikation af raketmotorer, fylder meget. Landskabet består af steppe, og jordbunden er den meget frugtbare sortjord (Chernozem, fra ukrainsk Чорнозем, tjornozem eller russisk чернозём, tjornozjom, der begge betyder "sort jord"). Undergrunden rummer store reserver af granit, jern og mangan.

## Geografi

### Klima
Klimaet er mildt fastlandsklima med en gennemsnitlig sommertemperatur på 22 °C og vintertemperatur på -4,5 °C. Der er gennemsnitligt 225 solskinsdage om året, mens nedbørsmængden udgør 448 mm/år.

## Historie
Territoriet kom under Den Gyldne Hordes herredømme, efter at Kijevriget faldt. Stepperne på den anden side af Dnepr blev fra 1445 regeret af Krim-khanatet. I østeuropæiske kilder indgik området i begrebet De vilde marker eller blot vildmarken (latin: Loca deserta, sive campi deserti inhabitati; ukrainsk: Дике Поле Dyke Pole, russisk: Дикое Поле, polsk: Dzikie pole). I slutningen af 1400-tallet opstod de kosakkiske republikker, og i 1552 grundlagde kosakhøvdingen Dmytryj Vysjnivets en fæstning på øen Mala Khortitsja, i dag en del af Zaporizjzja by, der frem til 1700-tallet under navnet Zaporizjia Sitsj var hovedsæde for hær og regering i den selvstyrende kosakkisk militærrepublik.
Under de russisk-tyrkiske krige i 1700-tallet valgte området russisk side og kom på den måde under russisk indflydelse og kom til at indgå, efter tur, i guvernementerne Novorossijsk, Jekaterinoslavsk og Tavrika.
I 1800-tallet begyndte den industrielle udvikling i området i form af manufakturer, der forarbejdede bøndernes landbrugsprodukter.
Oblasten som politisk enhed blev dannet som en del af Den Ukrainske Socialistiske Sovjetrepublik den 10. januar 1939 ved at skille den ud fra Dnipropetrovsk oblast.
Den nuværende størrelse fik Zaporizjzja oblast dog først den 30. marts 1944, da dens sydvestlige del overgik til den nystiftede Kherson oblast.
Under den ukrainske uafhængighedsafstemning i 1991 var 90,66% af stemmerne i oblasten for Ukraines uafhængighedserklæring.
En undersøgelse foretaget i december 2014 af Kyiv International Institute of Sociology viste, at 2,1% af oblastens befolkning støttede deres oblasts tilslutning til Rusland, 80,7% støttede ikke ideen, og resten var uafklarede eller svarede ikke.
Under den russiske invasion af Ukraine i 2022 besatte de russiske væbnede styrker den sydlige del af oblasten og besejrede de ukrainske væbnede styrker ved Melitopol og ved Enerhodar. Ukrainske styrker gennemførte et angreb, der ødelagde et russisk skib og beskadigede to andre i havnen i Berdiansk. Fra maj 2022 er de nordlige dele af oblasten, inklusive hovedstaden Zaporizhzhia, kontrolleret af Ukraine.

## Demografi
Zaporizjzja oblast havde ved folketællingen 5. december 2001 1.926.800 indbyggere. Pr. 1. april 2015 anslås indbyggertallet til 1.762.672. Siden midten af 1990'erne har der været noteret et fald i befolkningen

### Befolkningsudvikling
| År   | Befolkningstal |
| ---- | -------------- |
| 1989 | 2.081.800      |
| 1990 | 2.091.600      |
| 1995 | 2.094.800      |
| 1998 | 2.022.200      |
| 2001 | 1.926.800      |
| 2005 | 1.877.180      |
| 2008 | 1.832.888      |
| 2012 | 1.791.668      |
| 2014 | 1.775.800      |
| 2015 | 1.762.672      |

### Etnicitet og sprog
| Etnicitet    | Indbyggere | 1989 (%) | 2001 (%) | Forandring (%) |
| ------------ | ---------- | -------- | -------- | -------------- |
| Ukrainere    | 1.364.100  | 63,1     | 70,8     | +4.3%          |
| Russere      | 476.800    | 32,0     | 24,7     | -28,2%         |
| Bulgarere    | 27.700     | 1,7      | 1,4      | -19,8%         |
| Hviderussere | 12.600     | 0,9      | 0,7      | -31,1%         |
| Jøder        | 4.300      | 0,7      | 0,2      | -69,7%         |
| Armeniere    | 6.400      | 0,1      | 0,3      | +155,0%        |
| Tatarer      | 5.100      | 0,3      | 0,3      | -1,7%          |
| Georgiere    | 3.800      | 0,0      | 0,2      | +320%          |

Oblasten og Zaporizjzja by er overvejende russisktalende, men i officielle sammenhænge, f.eks. ved afholdelse af valghandlinger, er ukrainsk udbredt. 30,9% af oblastens etniske ukrainerne angiver at have russisk som modersmål. Den tredjestørste etniske gruppe, bulgarerne, er for 61,8% vedkommende russisktalende.
| Modersmål | 1989 (%) | 2001 (%) |
| --------- | -------- | -------- |
| Ukrainsk  | 49.3     | 50.2     |
| Russisk   | 48.8     | 48.2     |

## Forvaltningsinddeling
Forvaltningsteknisk er Zaporizjzja oblast inddelt i 20 Rajoner, svarende til kommuner, samt 5 byer, som er direkte underlagt oblastens forvaltning. Disse byer er Berdjansk, Enerhodar, Melitopol, Tokmak såvel som  Zaporizjzja, der har givet navn til oblasten.

### Rajoner
Zaporizjzja oblast er opdelt i 20 rajoner:
| Rajon                     | Rajon                                                     | Forvaltningscentrum                   | Areal |
| dansk betegnelse          | ukrainsk betegnelse                                       | Transkription                         | km²   |
| ------------------------- | --------------------------------------------------------- | ------------------------------------- | ----- |
| Berdjansk rajon           | Бердянський район Berdjanskyj rajon                       | Berdjansk (by)                        | 1.776 |
| Huljajpole rajon          | Гуляйпільський район Huljajpilskyj rajon                  | Huljajpole (by)                       | 1.300 |
| Jakymivka rajon           | Якимівський район Jakymivskyj rajon                       | Jakymivka (bymæssig bebyggelse)       | 1.850 |
| Kamjanka-Dniprovska rajon | Кам'янсько-Дніпровський район Kamjansko-Dniprovskyj rajon | Kamjanka-Dniprovska (by)              | 1.240 |
| Kujbyscheve rajon         | Куйбишевський район Kujbysjevskyj rajon                   | Kujbysjeve (bymæssig bebyggelse)      | 1.300 |
| Melitopol rajon           | Мелітопольський район Melitopolskyj rajon                 | Melitopol (by)                        | 1.780 |
| Myhajlivka rajon          | Михайлівський район Myhajlivskyj rajon                    | Myhajlivka (bymæssig bebyggelse)      | 1.067 |
| Novomykolajivka rajon     | Новомиколаївський район Novomykolajivskyj rajon           | Novomykolajivka (bymæssig bebyggelse) | 915   |
| Orikhiv rajon             | Оріхівський район Orikhivskyj rajon                       | Orikhiv (by)                          | 1.590 |
| Polohy rajon              | Пологівський район Polohivskyj rajon                      | Polohy (by)                           | 1.340 |
| Pryazovske                | Приазовський район Pryasovskyj rajon                      | Pryasovske (bymæssig bebyggelse)      | 1.947 |
| Prymorsk rajon            | Приморський район Prymorskyj rajon                        | Prymorsk (by)                         | 1.400 |
| Rozivka rajon             | Розівський район Rosivskyj rajon                          | Rosivka (bymæssig bebyggelse)         | 610   |
| Zaporizjzja rajon         | Запорізький район Zaporizkyj rajon                        | Zaporizjzja (by)                      | 1.460 |
| Tokmak rajon              | Токмацький район Tokmazkyj rajon                          | Tokmak (by)                           | 1.442 |
| Tjernihivka rajon         | Чернігівський район Tjernihivskyj rajon                   | Tjernihivka (bymæssig bebyggelse)     | 1.200 |
| Vasylivka rajon           | Василівський район Vasylivskyj rajon                      | Vasylivka (by)                        | 1.620 |
| Velyka Biloserka rajon    | Великобілозерський район Velykobiloserskyj rajon          | Velyka Biloserka (landsby)            | 470   |
| Vesele rajon              | Веселівський район Veselivskyj rajon                      | Vesele (Bymæssig bebyggelse)          | 1.128 |
| Vilnjansk rajon           | Вільнянський район Vilnjanskyj rajon                      | Vilnjansk (by)                        | 1.280 |

### Største byer
Oblastens administrative centrum, som også har lagt navn til oblasten, er Zaporizjzja i den nordvestlige ende af landet ved Dnepr-floden (ukrainsk Dnipro).
| By          | Ukrainsk navn | Russisk navn | Indbyggere 1. januar 2014 |
| ----------- | ------------- | ------------ | ------------------------- |
| Zaporizjzja | Запоріжжя     | Запорожье    | 766.300                   |
| Melitopol   | Мелітополь    | Мелитополь   | 156.900                   |
| Berdjansk   | Бердянськ     | Бердянск     | 115.500                   |
| Enerhodar   | Енергодар     | Энергодар    | 54.500                    |
| Tokmak      | Токмак        | Токмак       | 32.800                    |
| Polohy      | Пологи        | Пологи       | 19.800                    |
| Dniprorudne | Дніпрорудне   | Днепрорудное | 19.400                    |
| Vilnjansk   | Вільнянськ    | Вольнянск    | 15.800                    |
| Orichiv     | Оріхів        | Орехов       | 15.200                    |
| Huljajpole  | Гуляйполе     | Гуляйполе    | 14.200                    |

## Erhverv
Zaporizjzja er et vigtigt industricenter i Ukraine. Der er stor elektricitetsproduktion i byen for at dække fremstillingsindustriens behov. Byen huser således vandkraftværket DniproHES — Dneprs Vandkraftværk — som ligger inde i byen og samtidig bruges som bro. Europas største kernekraftværk, Zaporizjzja-kraftværket, ligger i nærheden af Enerhodar omkring 60 km fra Zaporizjzja.
Den store flyvemaskineproducent Motor Sich ligger inde i Zaporizjzja by såvel som Zaporizjzja Transformerfabrik. Zaporizjzja Automobilfabrik ZAZ er Ukraines vigtigste bilfabrikant. Den kendes også for sit forhenværende moderselskab ved navnet AvtoZAZ. Byen og dens omgivelser er også hjemsted for en stor metalindustri med selskaber som Zaporizjstal', Dniprosptsstal', Ukrainski Grafit, Zaporizjzja Aluminiumsfabrik m. m.
Zaporizjzja oblast har desuden en stor landbrugssektor, som lægger beslag på 2.246,3 tusind hektar land.

### Beskæftigelse
Størstedelen af befolkningen er beskæftiget inden for industrien (23%) og landbruget (16%). Oblasten har også små og mellemstore virksomheder inden for handel og tjenesteydelser, hvor 24% af indbyggerne er beskæftiget.
I perioden 2012-2014 holdt arbejdsløsheden sig på 6-7% af befolkningen. Arbejdsløsheden har været jævnt faldende efter de økonomiske reformer, der begyndte i starten af 1990'erne, dog med en smule stigning i tiden 2009-2010, da den verdensøkonomiske krise (bankkrisen) kulminerede.